# Stephen of Seagrave

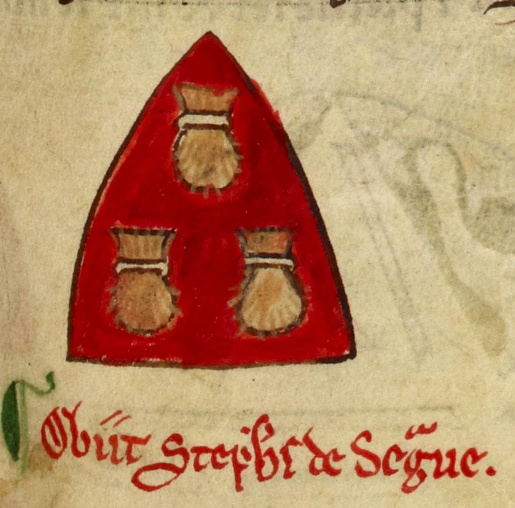
Umgedrehter Schild mit dem Wappen von Stephen of Seagrave. Buchmalerei aus dem 13. Jahrhundert.

Sir Stephen of Seagrave (auch of Segrave oder de Seagrave) (* um 1175; † 11. Oktober 1241 in St Mary des Prés Abbey bei Leicester) war ein englischer Ritter und Richter. Von 1232 bis 1234 diente er als königlicher Justiciar. Er war Lord Warden of the Cinque Ports.

## Herkunft
Stephen of Seagrave stammte aus einer ritterlichen Familie, die sich nach Seagrave in Leicestershire benannte. Über seine Kindheit und Jugend ist nichts bekannt. Nach Roger of Wendover sollte er Geistlicher werden und lernte deshalb Lesen und Schreiben, was aber nicht belegt ist. Er war ein Sohn des Ritters Gilbert of Seagrave, der gegen Ende des 12. Jahrhunderts als Untersheriff und Richter diente.

## Aufstieg im Dienst des Earl of Chester
Wohl noch zu Lebzeiten seines Vaters erhielt Seagrave von Ranulf de Blondeville, 4. Earl of Chester das Gut von Caludon bei Coventry als Lehen, wo er ein Gutshaus errichtete. Nach dem Tod seines Vaters 1201 erbte er dessen Besitzungen. Als Anerkennung der Dienste seines Schwagers Hugh Despenser wurde Seagrave 1208 die Hälfte der Schulden in Höhe von 116 Mark erlassen, die er als Erbe seines Vaters der Krone schuldete. Der Earl of Chester gab ihm noch weitere Besitzungen, und während des Kreuzzugs des Earls von 1218 bis 1220 diente Seagrave als einer der Verwalter der Honour of Leicester. Stephen blieb während des Ersten Kriegs der Barone ein loyaler Unterstützer von König Johann Ohneland, der ihm 1216 die Verwaltung der beschlagnahmten Besitzungen des Rebellen Stephen de Gant in Lincolnshire und Leicestershire sowie das Gut von Kineton in Warwickshire als erbliches Lehen übergab.

## Weiterer Aufstieg zum Chief Justice unter Heinrich III.
Nach dem Tod von König Johann Ohneland 1216 und der Übernahme der Herrschaft durch den minderjährigen Heinrich III. stieg Seagraves Bedeutung dank des Einflusses des Earl of Chester in der neuen Regierung rasch an. Ab 1217 diente er regelmäßig als Richter, unter anderem ab 1218 in Westminster, obwohl er wahrscheinlich keine juristische Ausbildung und seine Kenntnisse nur durch praktische Erfahrungen erworben hatte. Spätestens 1219 wurde er zum Knight Bachelor geschlagen. 1219 diente er als Kronanwalt, der in Norham vor dem päpstlichen Legaten Pandulf den Standpunkt des Königs in einem Streit mit dem schottischen König vertrat. Nach der erfolglosen Revolte von William de Forz, Count of Aumale wurde Seagrave 1220 Verwalter von dessen Burg Sauvey Castle in Leicestershire; dazu übergab ihm der König das Gut von Alconbury in Huntingdonshire. Von 1220 bis 1224 war er Sheriff von Essex und Hertfordshire sowie von 1221 bis 1223 von Lincolnshire. Später war er von 1228 bis 1234 Sheriff von Buckinghamshire, Bedfordshire und Northamptonshire sowie von 1229 bis 1234 Sheriff von Warwickshire und Leicestershire. Vor Juli 1221 wurde er Constable of the Tower und vor März 1222 Verwalter von Hedingham Castle. Vor Ende 1223 wurde er Constable von Lincoln Castle und wenig später von Hereford Castle. Ab Januar oder Februar 1227 gehörte er zu den engeren Ratgebern des Königs und bezeugte zunehmend die königlichen Urkunden. Dabei erwarb er das Vertrauen des Königs und wurde vor 1230 zu einem seiner engsten Vertrauten. Durch die Freundschaft des Königs und durch seine einträglichen Ämter kam er zu großen Reichtum und konnte weitere Ländereien erwerben. Als Rls Richter hatte er an mehreren Gerichtsreisen durch verschiedene Grafschaften teilgenommen. Nach dem Amtsverzicht von Martin of Pattishall im Februar 1229 wurde Seagrave Chief Justice of the Common Pleas. Als der König 1230 zu seinem Feldzug nach Frankreich aufbrach, wurde Seagrave zusammen mit dem Kanzler Ralph de Neville für die Abwesenheit des Königs zu Regenten Englands ernannt.

## Justiciar des Königs
Nach der Rückkehr des Königs von seinem erfolglosen Feldzug im Herbst 1230 diente Seagrave vermutlich als Richter im Gefolge des Königs. Im März 1231 und im Mai 1232 reiste er als Unterhändler zum walisischen Fürsten Llywelyn ab Iorwerth, mit dem sich der König im Krieg befand. Als der König 1232 den Justiciar Hubert de Burgh entließ, ernannte er im September oder Oktober Seagrave zu dessen Nachfolger, obwohl dieser nur dem Ritterstand angehörte. Dazu übernahm Seagrave von de Burgh die Verwaltung von Dover, Rochester, Canterbury, Windsor, Odiham, Hertford und Colchester Castle, dazu erhielt er das lebenslange Recht zur Verwaltung von Kenilworth und Northampton Castle. Seagrave war ein erbitterter Gegner von Hubert de Burgh und überzeugte den König, diesen gefangen zu halten. Er versuchte sogar, de Burgh als Verräter zum Tod verurteilen zu lassen. Als Justiciar übernahm er aber nicht die Leitung der Regierung, sondern beschränkte sich auf die Leitung der Justiz. Die eigentliche Macht lag bei Peter des Roches, dem aus Südwestfrankreich stammenden Bischof von Winchester, der zum führenden Günstling des jungen Königs aufgestiegen war. Dieser hatte auch Seagrave auf seine Seite gezogen, der offenbar nicht danach strebte, die Leitung der Regierung zu übernehmen.

## Widerstand gegen Seagrave und Sturz
Die Herrschaft dieser teils aus dem Ausland stammenden Höflinge führte jedoch sowohl bei den Magnaten wie auch bei den Bischöfen zu Widerstand. 1233 rebellierten Richard Marshal, 3. Earl of Pembroke, Gilbert Basset und andere Barone. Seagrave überzeugte den König, die Rebellion gewaltsam niederzuschlagen, was zu einem erbitterten Bürgerkrieg mit den Rebellen führte, die sich in die Welsh Marches zurückgezogen hatten. Daraufhin bezeichneten ihn die englischen Bischöfe im Oktober 1233 als schlechten Ratgeber des Königs und drohten ihm mit der Exkommunikation. Diese Kirchenstrafe wurde schließlich doch nicht verhängt, sondern die Bischöfe beließen es zunächst dabei, ihre Missbilligung über Seagraves Einfluss auf den König, der gegen seine eigenen Vasallen vorging, vorzutragen. Im November 1233 begleitete Seagrave den König, als dieser einen Feldzug in die Welsh Marches unternahm. Bei Grosmont Castle wurden sie von den Rebellen überrascht und mussten unter Aufgabe ihres gesamten Gepäcks in die Burg flüchten. Im Dezember 1233 bot der König Marshal an, dass er ihn begnadigen würde, wenn er sich unterwerfen würde. Seagrave war dafür verantwortlich, dass diese Nachricht Marshal erreichte. Anfang 1234 überfiel jedoch Richard Siward, ein Gefolgsmann von Marshal, mit seinen Männern das Dorf Seagrave in Leistershire. Sie brannten das Herrenhaus, die Ställe und Speicher des dortigen Gutes nieder und zogen sich mit reicher Beute in die Welsh Marches zurück. Wenig später überfiel Siward auch Alconbury und brannte die dortigen Besitzungen von Seagrave nieder. Seagrave galt als mit dafür verantwortlich, dass Marshal im April durch Verrat in Gefangenschaft geriet und kurz darauf an seinen Verwundungen starb. Unter dem Druck der Bischöfe söhnte sich der König im Mai 1234 mit den verbliebenen Rebellen aus, während der bei vielen Baronen verhassten des Roches sich in seine Diözese zurückziehen musste. Zwischen dem 21. und 24. Mai wurde dann auch Seagrave als Justiciar entlassen.

## Rückgewinnung der Gunst des Königs
Nach seiner Entlassung musste Seagrave am 14. Juni 1234 fünf seiner Güter wieder dem König übergeben, der ihn aufforderte, eine Übersicht über die während seiner Amtszeit erhaltenen Güter abzugeben. Seagrave flüchtete in das Augustinerstift St Mary des Prés bei Leicester und soll schon bereit gewesen sein, als Mönch in das Kloster einzutreten. Als ihm Edmund Rich, der Erzbischof von Canterbury freies Geleit zusicherte, trat Seagrave am 14. Juli in Westminster vor den König. Dieser beschimpfte ihn als widerlichen Verräter, der ihn gegen Hubert de Burgh und andere Barone aufgehetzt hätte, und verlangte Rechenschaft von ihm. Auf Bitten des Erzbischofs gewährte der König Seagrave bis Michaelis Aufschub. Seagrave versuchte, die Hauptverantwortung auf Peter des Roches und auf Walter Mauclerk abzuschieben und zahlte im Februar 1235 eine Strafe von 1000 Mark an den König. Dennoch gelang es ihm erst im Juni 1236, vollständig vom König begnadigt zu werden. Noch am 2. Februar 1236 hatte der König die Ächtung und Verbannung von Seagrave befohlen, doch diesen Befehl kurz darauf widerrufen. 1237 gelang es dem päpstlichen Legaten Oddone, Seagrave mit den ehemaligen Rebellen gegen seine Herrschaft zu versöhnen.

## Erneuter Aufstieg als Höfling und Richter
Vor Herbst 1236 wurden Seagrave wieder kleinere Ämter übertragen, unter anderem diente er als Richter an Assize Courts. Nach dem Tod von John the Scot übernahm er im Juni 1237 für kurze Zeit die Verwaltung von Chester, dabei reorganisierte er die Finanzverwaltung der Honour. Der König erließ Seagrave seine Schulden gegenüber der Krone, und bis 1239 erhielt er seinen bei seinem Sturz 1234 beschlagnahmten Landbesitz zurück. Seagrave war es wieder gelungen, das Vertrauen des Königs zu erwerben, vielleicht weil er wie die Königin und Prinz Richard, Earl of Cornwall, namentlich von der Exkommunikation ausgenommen worden war, die der Erzbischof von Canterbury 1239 gegen eine Reihe königlicher Ratgeber verhängt hatte. Im Februar 1239 wurde er Richter am Court of King’s Bench, wo er im April als Nachfolger von William of Raleigh Chief Justice wurde. Dieses Amt nahm er widerstrebend an, da er nach den Erfahrungen von 1234 eigentlich keine höheren Ämter mehr angestrebt hatte und weil er dazu an Gicht litt. Er gehorchte aber dem König, bezeugte wieder zahlreiche königliche Urkunden und gehörte zu den engsten Ratgebern des Königs. Dabei versuchte er erfolglos, die Einkünfte der Krone zu steigern. 1240 setzte er feste Summen fest, die die Sherrifs der Grafschaften an die Krone zu entrichten hatten. Im selben Jahr versuchte er, die italienischen Kaufleute wegen Wuchers aus England zu verbannen. Diese Initiative scheiterte, beschädigte aber erheblich das Vertrauen der Kaufleute in die Regierung. 1241 setzte er eine umfangreiche Besteuerung der Juden in England durch, die der Krone 20.000 Mark einbrachte, aber die jüdischen Gemeinden teils ruinierte. Andererseits gelang es Seagrave, eine Reihe der von William of Raleigh eingeführten Reformen rückgängig zu machen, was zu einem Rückgang der Einkünfte des Königs führte. Nachdem der walisische Fürst Dafydd ap Llywelyn im März 1241 vor den King’s Bench geladen worden war, reiste Seagrave nach Shrewsbury. Der Fürst erschien aber nicht vor Gericht, doch Seagrave war möglicherweise an den weiteren Verhandlungen und dann an den Vorbereitungen für einen Feldzug nach Wales beteiligt, denn seine letzte Urkunde bezeugte er am 20. August in Chester, wo sich das königliche Heer sammelte. Vermutlich im September 1241 legte er dann sein Amt als Richter nieder. Er verließ den Königshof und zog sich wieder in das Stift St Mary des Prés zurück, wo er wenig später starb.

## Familie und Nachkommen
Seagrave hatte in erster Ehe Rohesia, eine Tochter von Thomas Despenser und Schwester von Hugh Despenser († 1238) geheiratet. In zweiter Ehe heiratete er Ida (auch Ela), eine Tochter von William Hastings. Seine Witwe heiratete nach seinem Tod Hugh Pecche. Da sie für diese Heirat nicht die Erlaubnis des Königs eingeholt hatte, wurde sie 1247 zu einer Geldstrafe von £ 500 verurteilt.
Seagrave hatte mindestens drei Söhne und eine Tochter:
- John († 1231) ⚭ Emma de Caux
- Gilbert (1202–1254)
- Stephen
- Eleanor

Seinen ältesten Sohn John verheiratete Seagrave mit Emma, der Tochter und Erbin Roger de Caux. Er hatte nach dem Tod von Roger de Caux vor März 1227 das Recht zur Verwaltung von dessen Besitzungen in Buckinghamshire und Berkshire sowie zur Verheiratung der Erbin erworben, doch sein Sohn starb wenige Jahre später kinderlos. Daraufhin wurde Seagraves zweiter Sohn Gilbert sein Erbe. Der dritte Sohn, Stephen, wurde Geistlicher.
Seagrave war ein großzügiger Stifter, der St Mary des Prés Abbey, aber auch Stoneleigh Priory und die Zisterzienserabtei von Combe in Warwickshire reich beschenkte.
Seagrave war aus einfachen ritterlichen Verhältnissen in eines der höchsten Staatsämter aufgestiegen und war dabei zu großen Reichtum gelangt. Seine Gier dabei wurde schon von seinen Zeitgenossen kritisiert. Der Chronist Matthew Paris hielt ihn für leicht beeinflussbar, warf ihm dabei aber vor, seine eigenen Interessen vor die Aufgaben seiner Ämter zu stellen. Andere Autoren respektieren seine Entscheidungen, die er als Richter fällte.